# Niżni Wołowy Stawek
Niżni Wołowy Stawek (słow. Nižné Volie pliesko) – jeden z dwóch małych Wołowych Stawków położonych na Zadniej Polanie Młynickiej w środkowych partiach Doliny Młynickiej, w słowackiej części Tatr Wysokich. Pomiary Józefa Szaflarskiego z 1935 r. wykazują, że ma on 0,056 ha powierzchni, wymiary 41 × 19 m i głębokość ok. 2,1 m. Nieco na wschód od niego przechodzi żółto znakowany szlak turystyczny prowadzący znad Szczyrbskiego Jeziora dnem Doliny Młynickiej.
Niżni Wołowy Stawek należy do grupy dwóch Wołowych Stawków, drugim jest Wyżni Wołowy Stawek znajdujący się ok. 150 m na północny wschód od niego. Niżni Wołowy Stawek ma podłużny kształt, położony jest na wysokości ok. 1941 m n.p.m.

## Szlaki turystyczne
– żółty szlak prowadzący znad Szczyrbskiego Jeziora dnem Doliny Młynickiej obok wodospadu Skok i dalej przez Bystrą Ławkę do Doliny Furkotnej. Przejście szlakiem przez przełęcz jest dozwolone w obie strony, jednak zalecany jest kierunek z Doliny Młynickiej do Furkotnej w celu uniknięcia zatorów na łańcuchach.
- Czas przejścia ze Szczyrbskiego Jeziora do wodospadu: 1:30 h, ↓ 1 h
- Czas przejścia znad wodospadu na Bystrą Ławkę: 2 h, ↓ 1:35 h